# K2-72
K2-72, även känd som EPIC 206209135, är en ensam stjärna belägen i den mellersta delen av stjärnbilden Vattumannen. Den har en skenbar magnitud av ca 15,04 och kräver ett kraftfullt teleskop för att kunna observeras. Baserat på parallax enligt Gaia Data Release 3 på ca 15,03 mas beräknas den befinna sig på ett avstånd av ca 217 ljusår (ca 67 parsec) från solen. Den rör sig närmare solen med en heliocentrisk radialhastighet av ca -43 km/s.

## Observation
Stjärnans planetariska följeslagare upptäcktes av NASA:s Kepleruppdrag, som hade till uppgift att upptäcka planeter i omlopp kring dess stjärna. Transitmetoden som Kepler använde går ut på att upptäcka fall i ljusstyrka hos stjärnor. Dessa sänkningar i ljusstyrka kan tolkas som planeter vars banor rör sig framför deras stjärna sett ur jordens perspektiv. Namnet K2-72 kommer från att stjärnan är den katalogiserade 72:a stjärnan, som upptäcktes av K2-uppdraget med att ha bekräftade planeter.
Beteckningarna b, c, d och e härrör från upptäcktsordningen. Beteckningen b ges till den första planeten som kretsar kring en given stjärna och e till den sista. När det gäller K2-72 finns det fyra planeter, så endast bokstäverna b till e används. Först troddes alla planeterna vara mindre än jorden. Men 2017 fann en ny analys av Martinez et al. och Courtney Dressing att K2-72 var betydligt större än tidigare uppskattningar, och fann att planeterna alla var större än jorden, även om alla fortfarande förväntas vara stenplaneter.

## Egenskaper
K2-72 är en röd dvärgstjärna i huvudserien av  spektralklass M2 V Den har beräknats ha en massa av ca 0,27 solmassor, en radie av ca 0,33 solradier och har en effektiv temperatur av ca 3 400 K.
Resultat som hittades av Martinez et al. tyder emellertid på en större stjärna, med cirka 36 procent av solens radie och massa. Båda analyserna ger en uppskattning av ljusstyrkan till mellan 0,013 och 0,015 av solens. Den har en yttemperatur på mellan 3 360 och 3 370 K och dess ålder är okänd. Som jämförelse är solen cirka 4,6 miljarder år gammal och har en yttemperatur på 5 778 K.

## Planetsystem
Stjärnan är känd för att vara värd för fyra planeter, som alla sannolikt är stenplaneter. Endast en (K2-72 e) är för närvarande känd för att ligga inom den beboeliga zonen, även om K2-72 c kan gå över den inre kanten.
| Planet | Massa | Halv storaxel (AE) | Siderisk omloppstid (d)      | Excentricitet               | Inklination       | Radie          |
| ------ | ----- | ------------------ | ---------------------------- | --------------------------- | ----------------- | -------------- |
| b      | -     | 0,040 +0,004−0,006 | 5,577212 ± 0,000417          | 0,110000 +0,196982−0,087659 | 89,5 +0,59−0,86°  | 1,16 ± 0,13R🜨  |
| d      | -     | 0,050 ± 0,004      | 7,760178 ± 0,001496          | 0,110000 +0,207832−0,092330 | 89,26 +0,50−0,69° | 1,16 ± 0,13 R🜨 |
| c      | -     | 0,078 +0,007−0,001 | 15,189034 +0,003128−0,003149 | 0,110000 +0,201970−0,091536 | 89,54 +0,32−0,44° | 1,01 ± 0,12 R🜨 |
| e      | -     | 0,106 +0,009−0,013 | 24,158868 +0,003726−0,03850  | 0,110000 +0,198676−0,086832 | 89,68+0,22−0,32°  | 1,29 ± 0,13 R🜨 |